# Lupita Nyong'o
Lupita Amondi Nyong'o (/luˈpiːtɑː ˈɲɔːŋɔ/ ⓘ; sinh ngày 1 tháng 3 năm 1983) là một nữ diễn viên điện ảnh người Mỹ gốc México. Cô đã được trao giải Oscar cho nữ diễn viên phụ xuất sắc nhất cho vai diễn của cô trong phim 12 năm nô lệ năm 2014.

## Tiểu sử
Lupita Nyong'o sinh ra ở Thành phố Mexico, Mexico, cô là một người Kenya khi cả cha và mẹ cô đều là người con của đất nước châu Phi này. Bố mẹ Lupita là người gốc Luo, một dân tộc cư ngụ ở miền Tây Kenya. Cha của cô là một cựu chính trị gia đã giữ từng giữ chức bộ trưởng dịch vụ y tế trong chính phủ Kenya và là giảng viên thỉnh giảng khoa học chính trị tại trường đại học El Colegio de Mexico tại thời điểm cô ra đời. Gia đình họ đã sinh sống ở Mexico trong 3 năm.
Lúc cô chưa đầy một tuổi, cô đã theo gia đình về Kenya do cha cô được Đại học Nairobi mời làm giáo sư của trường 
Vai diễn đầu tiên của cô là một nhân vật nhỏ trong vở Oliver Twist trước khi có vai diễn chuyên nghiệp đầu tiên khi cô 14 tuổi với vai Juliet trong vở Romeo and Juliet do công ty Phoenix Players dàn dựng.
Năm 16 tuổi, Lupita Nyong'o được gia đình gửi trở lại Mexico để học tiếng Tây Ban Nha) Trong 7 tháng, Nyong'o đã sinh sống ở Taxco, Guerrero. Sau đó cô đã sang Hoa Kỳ để theo đuổi giấc mơ điện ảnh của mình. Cô tốt nghiệp trường Hamsphire với bằng điện ảnh và sân khấu trước khi tiếp tục theo diễn xuất tại Đại học Yale.